# VOC-lokaal
VOC-lokaal is het voormalig regionale radio- en tv-station voor de gemeenten Barneveld, Ermelo, Nijkerk, Putten.

## Geschiedenis
Vanwege de komst van een nieuwe Mediawet en de wens om te komen tot uitzendgebieden met minimaal 100.000 inwoners, werd VOC-lokaal gestart met de lokale omroepen uit Barneveld (Radio Barneveld), Nijkerk (OmroepN) en Putten/Ermelo (VeluweFM).
De drie omroepen zijn gaan samenwerken en tekenden daartoe op 4 december 2013 een intentieverklaring. De nieuwe regionale omroep is gaan opereren onder de naam “de Veluwse Omroep Combinatie”, VOC-lokaal.
Sinds januari 2014 zijn er gemeenschappelijke radio en tv-programma's en is gestart met een gezamenlijke redactie.
Door deze samenwerking werd het televisiekanaal van OmroepN uitgebreid naar alle andere gemeentes, van de deelnemende omroepen. Doel van de samenwerking was te komen tot een regionale omroep.
De nieuwe stichting werd op 6 maart 2015 officieel opgericht.
In januari van 2017 sloot ook de omroep voor de gemeente Harderwijk (HarderwijkFM) zich aan bij VOC-Lokaal.
Dit bracht het verzorgingsgebied tot een inwoneraantal van ruim 200.000 kijkers en luisteraars.
In oktober 2017 is er een einde gekomen aan de samenwerking.
Radio Barneveld en OmroepN werken naar een fusie-omroep voor de gemeentes Barneveld en Nijkerk.
VeluweFM en HarderwijkFM werken nauw samen en bedienen daarmee de gemeentes Putten, Ermelo en Harderwijk.
De eis van 100.000 inwoners per omroep blijft op deze manier nog steeds haalbaar.